# Pataliputra
Pataliputra (Sanskrit: पाटलिपुत्र, Pāṭaliputra; Pali Pataliputta, griechisch Pali(m)bothra) war eine am Südufer des indischen Flusses Ganges gelegene Stadt, das heutige Patna im Bundesstaat Bihar. Im Altertum war es die Hauptstadt des indischen Königreiches Magadha und später des Maurya-Reiches.

## Geschichte
Pataliputra war ursprünglich die Ortschaft Pataligrama (Pali: Pataligama) an der Mündung des Son in den Ganges. Nach dem Mahaparinirvana-Sutra soll der legendäre Ajatasattu, der König von Magadha, sie zu einer Stadt ausgebaut und nahe Rajagrha befestigt haben. Sein Sohn Udayabhadra (oder Udayin) machte Pataliputra zur Hauptstadt des Reichs. Pataliputra war auch Hauptstadt unter der nachfolgenden Maurya-Dynastie. Um 300 v. Chr. versuchte der Seleukidenkönig Seleukos I. Nikator, das Mauryareich zu erobern, musste sich diesem jedoch geschlagen geben und dessen König Chandragupta zwei Ostprovinzen seines Reiches überlassen. Er sandte den Historiker Megasthenes als Botschafter nach Pataliputra, dem wir eine recht ausführliche Beschreibung der Stadt verdanken.

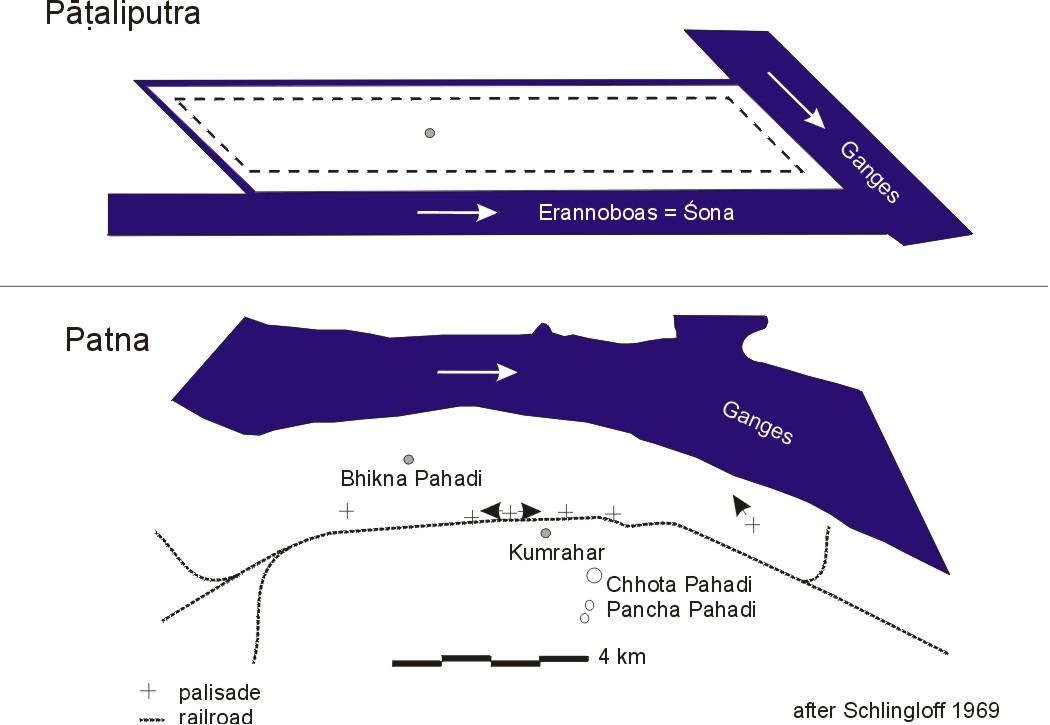
Idealplan von Pataliputra nach Megasthenes und Mahbhasya (oben); archäologische Stätten in Patna (unten).

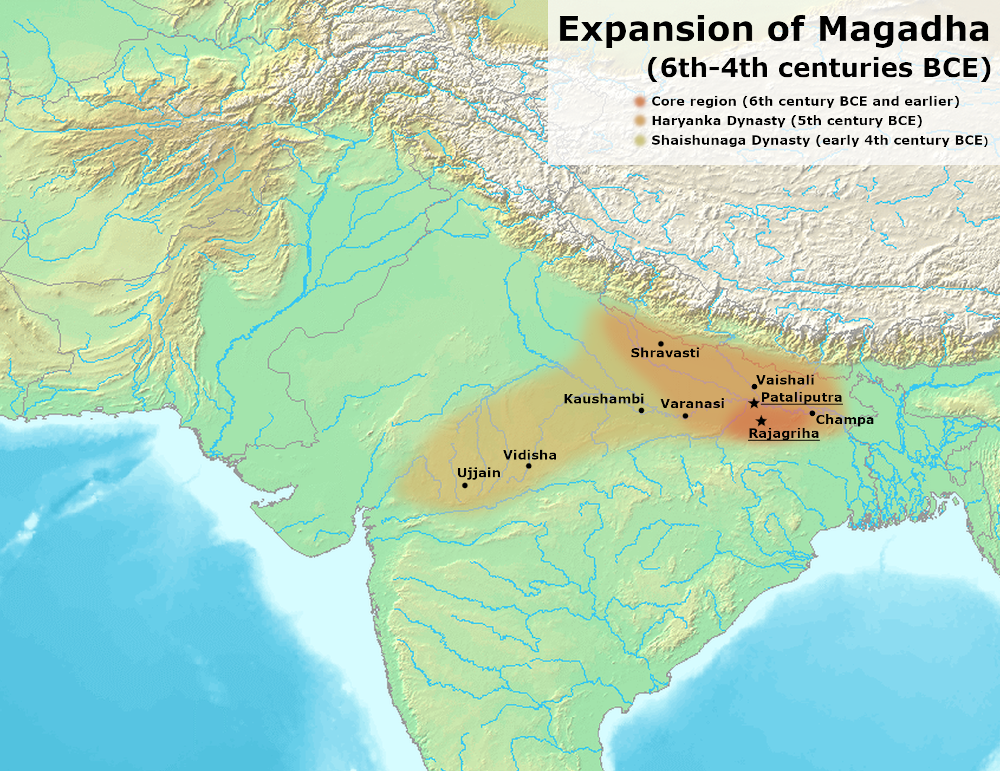
Das erweiterte Königreich Magadha mit Pataliputra als einer seiner Hauptstädte.

Megasthenes schätzte die Größe Pataliputras auf 80 × 15 Stadien (15 × 3 Kilometer). Um die Stadt zog sich eine 40 Kilometer lange Palisadenmauer, die später um eine Ziegelmauer ergänzt wurde. Die kieselgepflasterten Straßen waren rechtwinklig zueinander angeordnet. Pataliputra bestand aus sechzehn Vierteln, die alle eine andere Handwerkszunft beheimateten. Manche von ihnen besaßen kleine mit Bäumen bewachsene Flächen, wo die Menschen zum Markt zusammenkamen.
Zur Stadtmitte hin, wo sich der Königspalast befand, lebten viele Beamte und Adlige in ihren prächtigen, zum Teil mehrstöckigen Häusern. Diese besaßen oft kleine Gärten und Teiche, an denen sich die Menschen entspannen konnten. Direkt am Palast hingegen befanden sich nur die Wohnungen der Musikanten und Kurtisanen des Königs sowie alle öffentlichen Gebäude. Diese waren durch Kanäle vom Palast getrennt, was die Hitze in der Stadt milderte.
Auf den Plätzen waren die Tempel für verschiedene Gottheiten gebaut worden, vielleicht auch für die in der Stadt ansässigen griechischen Händler. Als Ausländer galten sie als Kastenlose, standen jedoch unter dem Schutz des Königs und genossen deshalb ein gewisses Ansehen bei den Einheimischen.
Im Jahr 253 v. Chr. fand das dritte buddhistische Konzil in Pataliputra statt. Die Stadt war ein wichtiges Zentrum des frühen Buddhismus.
Es ist nicht genau bekannt, wann und warum die antike Stadt unterging. Der Chinese Faxian, der Pataliputra im 5. Jahrhundert als Pilger besuchte, beschreibt sie als „blühende Stadt“; jedoch berichtet ein weiterer chinesischer Reisender, Xuanzang, zweihundert Jahre später nur noch von Ruinen. Wahrscheinlich wurde Pataliputra entweder zugunsten einer anderen Hauptstadt aufgegeben oder von den Hephtaliten zerstört. Auch ein Erdbeben kommt in Betracht.